# 융화 (동진)
융화(隆和)는 중국 동진(東晉) 애제(哀帝)의 첫 번째 연호이다. 362년 1월에서 363년 2월까지 1년 2개월 동안 사용하였다. 융화의 隆이 당(唐) 현종(玄宗) 이융기(李隆基)의 이름과 겹치기 때문에 일부 역사서는 숭화(崇和)라고 고쳐서 기록하기도 하였다.
같은 시기에 사용된 다른 연호로는 전량(前凉)에서 사용한 승평(昇平 : 361년 ~ 376년), 전연(前燕)에서 사용한 건희(建熙 : 360년 ~ 370년), 전진(前秦)에서 사용한 감로(甘露 : 359년 ~ 364년), 대(代)에서 사용한 건국(建國 : 338년 ~ 376년)이 있다.

## 개원
승평(昇平) 6년 1월 20일(362년 3월 2일)에 연호를 융화(隆和)로 개원함.

## 연대대조표
| 융화                | 원년            | 2년        |
| 서력                | 362년           | 363년      |
| 육십간지 (六十干支) | 임술(壬戌)      | 계해(癸亥) |
| 전량 (前凉)         | 승평(昇平) 6년  | 7년        |
| 전연 (前燕)         | 건희(建熙) 3년  | 4년        |
| 전진 (前秦)         | 감로(甘露) 4년  | 5년        |
| 대 (代)             | 건국(建國) 25년 | 26년       |

## 삭일(1일)
| 융화 원년 (362년) | 1월             | 2월             | 3월             | 4월             | 5월             | 6월             | 7월             | 8월             | 9월             | 10월            | 11월            | 12월            |                 |
| ----------------- | --------------- | --------------- | --------------- | --------------- | --------------- | --------------- | --------------- | --------------- | --------------- | --------------- | --------------- | --------------- | --------------- |
| 삭일(음력)        | 계사일 (癸巳日) | 임술일 (壬戌日) | 임진일 (壬辰日) | 신유일 (辛酉日) | 신묘일 (辛卯日) | 경신일 (庚申日) | 경인일 (庚寅日) | 기미일 (己未日) | 기축일 (己丑日) | 기미일 (己未日) | 무자일 (戊子日) | 무오일 (戊午日) |                 |
| 율리우스력        | 362년 2월 11일  | 3월 12일        | 4월 11일        | 5월 10일        | 6월 9일         | 7월 8일         | 8월 7일         | 9월 5일         | 10월 5일        | 11월 4일        | 12월 3일        | 363년 1월 2일   |                 |
| 융화 2년 (363년)  | 1월             | 2월             | 3월             | 4월             | 5월             | 6월             | 7월             | 8월             | 윤8월           | 9월             | 10월            | 11월            | 12월            |
| 삭일(음력)        | 정해일 (丁亥日) | 정사일 (丁巳日) | 병술일 (丙戌日) | 병진일 (丙辰日) | 을유일 (乙酉日) | 을묘일 (乙卯日) | 갑신일 (甲申日) | 갑인일 (甲寅日) | 계미일 (癸未日) | 계축일 (癸丑日) | 임오일 (壬午日) | 임자일 (壬子日) | 신사일 (辛巳日) |
| 율리우스력        | 363년 1월 31일  | 3월 2일         | 3월 31일        | 4월 30일        | 5월 29일        | 6월 28일        | 7월 27일        | 8월 26일        | 9월 24일        | 10월 24일       | 11월 22일       | 12월 22일       | 364년 1월 20일  |

## 같이 보기
- 중국의 연호